# Джебель-Ірхуд
31°51′17.93″ пн. ш. 8°52′21.02″ зх. д. / 31.8549806° пн. ш. 8.8725056° зх. д.
Джебель-Ірхуд — одна з найдавніших палеолітичних стоянок людини сучасного виду, виявлена в однойменній печері на території Марокко. Виявлено в 1962 р. (фрагменти 2 черепів). Вік знахідок — 160 тис. років. До 2007 р. викопні рештки тлумачилися як  неандертальські, але зараз вчені схильні бачити в них кістки  кроманьйонців  мустьєрської епохи (датування від 90 до 190 тис. років), споріднених ефіопській людині Ідалту.
У червні 2017 року з'явилося повідомлення, що вік нових знахідок людини розумної зі стоянки Джеель-Ірхуд виявився на 100 тисяч років, ніж найдревніші знахідки в Африці, і складає від 240±35 тис. років до 378±30 тис. років, що робить знахідки найдревнішими із відомих. На думку дослідницької групи нове датування значить, що саме Homo sapiens, а не представники конкуруючих або предкових видів (Homo heidelbergensis, Homo naledi), були тими, хто залишив індустрію середньої кам'яної доби Африки .

## Ресурси Інтернету
- Дитинство дитинства людства
- Всё о Джебель Ирхуд [Архівовано 22 лютого 2014 у Wayback Machine.] на портале Антропогенез.ру